# 麥特·威廉斯
馬修·戴瑞克·威廉斯（英語：Matthew Derrick Williams，1965年11月28日—），為前美國職棒大聯盟的三壘手，生涯曾效力於巨人、印地安人與響尾蛇等隊。目前他在舊金山巨人擔任三壘指導教練，他曾在國民和韓職的起亞虎擔任總教練。
威廉斯是大聯盟史上至今唯一一位在3支不同球隊打過世界大賽並且開轟的選手（1989巨人隊vs運動家隊、1997印地安人隊vs馬林魚隊、2001響尾蛇隊vs洋基隊），他在2001年拿下世界大賽冠軍。

## 職業生涯

### 舊金山巨人
1986年大聯盟選秀，威廉斯以選秀探花之姿加盟巨人。起初他在隊上是擔任游擊手，不過從1990年後就成為專職三壘手。他在這年敲出聯盟最多的122分打點，並首度入選明星賽。儘管他在職業生涯遭遇不少次腿傷和背傷，但他的防守能力頂尖，打擊火力凶猛。作為一名三壘手，他也具備強大的臂力。
他在巨人10年期間，有6次單季敲出至少30轟，並超過90分打點。1994年，他敲出聯盟最多的43轟與96分打點，而且他僅花了112場比賽就達成此成就。該年球季因為罷工事件導致縮水，否則以他的打擊能力推算，他有一定的機會可以追平或打破羅傑·馬里斯在1961年寫下的單季61轟紀錄。最後威廉斯在MVP票選上拿下第二名，僅次於傑夫·巴格威爾。

### 克里夫蘭印地安人
1996年球季結束後，巨人將威廉斯交易到印地安人，換來未來的國聯MVP傑夫·肯特及José Vizcaíno、Julián Tavárez等人。
1997年，威廉斯沒有入選明星賽，但他這年仍敲出30轟與100分打點，同時收下金手套獎和銀棒獎。這年他幫助印地安人一路闖到世界大賽，最終3勝4敗輸給馬林魚。威廉斯後來因為和第一任妻子離婚，因此他請求球隊將他交易到亞利桑那響尾蛇，以便更就近照顧他的孩子們。

### 亞利桑那響尾蛇
1998年，威廉斯成為了響尾蛇隊史的第一批球員。1999年，他打出了142分打點，至今仍是隊史紀錄。
威廉斯後來於2003年引退，2009年11月被球隊聘任為一壘指導教練。2011年，他轉任球隊的一壘指導教練。

## 執教生涯

### 華盛頓國民
2013年10月31日，國民隊宣布將由威廉斯取代Davey Johnson，成為球隊新任總教練。威廉斯在執教首年就幫助球隊拿下分區冠軍，雖然在分區賽就敗下陣來，但他也獲選為國聯年度最佳總教練。
2015年，國民隊拿下分區第二，無緣晉級季後賽。最後國民不與威廉斯續約，總計他執教拿下179勝145敗。

### 起亞虎
2020年，威廉斯成為韓國職棒史上首位美國籍的總教練。他在起亞虎執教兩年，但球隊只拿下58勝75敗，最後起亞虎在2021年11月5日宣布不與威廉斯續約。

### 執教成績[10]
| 球隊 | 年度   | 例行賽 | 例行賽 | 例行賽 | 例行賽 | 例行賽  | 季後賽 | 季後賽 | 季後賽 | 季後賽     |
| 球隊 | 年度   | 場次   | 勝     | 敗     | 勝率   | 排名    | 勝     | 敗     | 勝率   | 結果       |
| ---- | ------ | ------ | ------ | ------ | ------ | ------- | ------ | ------ | ------ | ---------- |
| 國民 | 2014年 | 162    | 96     | 66     | .593   | 國東第1 | 1      | 3      | .250   | 分區賽淘汰 |
| 國民 | 2015年 | 162    | 83     | 79     | .512   | 國東第2 | –      | –      | –      | –          |
| 總計 | 總計   | 324    | 179    | 145    | .552   |         | 1      | 3      | .250   |            |

## 教練生涯
2010年到2014年，威廉斯在響尾蛇擔任教練。2017年11月，他成為運動家的三壘指導教練，並一直待到2019年球季結束。
2021年12月17日，教士聘請威廉斯擔任球隊三壘指導教練。

## 生涯打擊成績
| 出賽次數 | 打席 | 打數 | 得分 | 安打 | 二安 | 三安 | 全壘打 | 打點 | 盜壘 | 保送 | 三振 | 打擊率 | 上壘率 | 長打率 | OPS  |
| -------- | ---- | ---- | ---- | ---- | ---- | ---- | ------ | ---- | ---- | ---- | ---- | ------ | ------ | ------ | ---- |
| 1866     | 7595 | 7000 | 997  | 1838 | 338  | 35   | 378    | 1218 | 53   | 469  | 1363 | .268   | .317   | .489   | .805 |

## 其他
2007年11月6日，舊金山紀事報曾報導說威廉斯在2002年曾以11600美元購買生長激素、類固醇及其他藥物。不過威廉斯後來表示那些都是為了治療他在200年春訓腳踝受傷，醫生指示他服用的藥物。
2009年，威廉斯首度獲得名人堂票選資格，但他的得票率只有1.3%。
2017年，他在巨人隊擔任球評。

## 個人生活
威廉斯一生共有3段婚姻，他與第一任妻子育有3名子女。1989年，他曾入選3A的明星賽，但他當時為了結婚而婉拒出賽。1999年，他與女演員Michelle Johnson結婚，但兩人在2002年離婚。2003年，他和新聞主播Erika Monroe結婚，兩人育有一女。
威廉斯的爺爺Bert Griffith是大聯盟的外野手，曾於1920年代初在大聯盟亮相。

## 外部連結
- 球員資訊和成績在MLB，ESPN，Baseball-Reference，Fangraphs（英文）
- 麥特·威廉斯在台灣棒球維基館上的頁面（繁體中文）